# Jing Fang
Jing Fang (en chino tradicional y simplificado, 京房; pinyin, Jīng Fáng; Wade-Giles, Ching Fang: Jīng Fáng, Wade-Giles:Ching Fang, Puyang, 78 a. C. - 37 a. C.), nacido Li Fang (李房), nombre de cortesía Junming (君明), fue un musicólogo, astrónomo y matemático chino.

## Musicología
Según el historiador del siglo III, Sima Biao, Jing Fang fue citado como funcionario en la Oficina de Música del Emperador Yuan Di.
Jing Fang fue el primero en darse cuenta de que una sucesión de 53 quintas justas se aproxima mucho a 31 octavas. Lo observó después de aprender como calcular la coma pitagórica entre 12 quintas justas y 7 octavas -método que fue publicado cerca del año 122 aC en Huainanzi, un libro escrito por Liu An, el príncipe de Huainan-, y extendió este método quintuplicándolo en una escala de 60 quintas, encontrando así 53 nuevos valores que se acercaban mucho a tonos que ya se habían calculado.
Consiguió hacer este cálculo empezando con un valor de partida adecuado bastante grande ({\displaystyle 3^{11}=177147}) que se podía dividir fácilmente por tres, y procedió con el cálculo de los valores relativos a los tonos sucesivos con el método siguiente:
1. Dividir el valor por tres.{\displaystyle 177147/3=59049}
2. Sumar el valor obtenido al original. {\displaystyle 177147+59049=226196}
3. El valor obtenido es pues tono {\displaystyle 4/3} del original, es decir una cuarta justa, que equivale al complementario a octava de una quinta justa. (Alternativamente podía sustraer {\displaystyle 1/3} del intervalo, equivalente a disminuir una quinta justa, para mantener todos los valores por encima de 177147 o por debajo de 354294 (el doble), transponiéndolos así a todos en el rango de una única octava.
4. Proceder después a partir de este nuevo valor para generar el siguiente tono. El proceso se repite hasta haberlos generado todos.

Para generar un cálculo exacto harían falta 26 dígitos de exactitud. En vez de esto, como redondeaba a solo 6 dígitos, sus cálculos presentan 0.0145 centésimas de exactitud. Esta diferencia es mucho menor que los rangos normalmente perceptibles. El valor final que dio por la razón entre esta 53ena quinta y la original fue de{\displaystyle 177147/176776}.
Siglos más tarde, este valor fue calculado de manera más precisa por Nikolaus Mercator en el siglo XVII.

## Astronomía
Fue también defensor de la teoría que la luz emitida por la Luna era tan sólo una reflexión de la luz del Sol. En palabras de Jing Fang:

La Luna y los planetas son  Yin; tienen forma pero no tienen luz. Sólo reciben cuando el Sol las ilumina. Los antiguos maestros consideraban el Sol redondo como una bala de ballesta y creían que la Luna era como un espejo. Algunos identificaron la Luna también como una bala. Las partes de la Luna que el Sol ilumina se ven brillantes, aquellas que no ilumina permanecen oscuras.

## Muerte
Está registrado que fue decapitado en el mercado el año 37 a. C. por orden del emperador, acusado de haber lanzado falsas acusaciones de haber incumplido la ley a un alto funcionario.